# Dinastía XXIX de Egipto
La Dinastía XXIX o Vigesimonovena Dinastía de Egipto transcurre de c. 398 a 378 a. C. 
Fundada por Neferites I, que trasladó la capital a Mendes, ciudad situada más al centro de delta del Nilo que la septentrional Sais, indicando quizás un fuerte resurgir del poder real. 

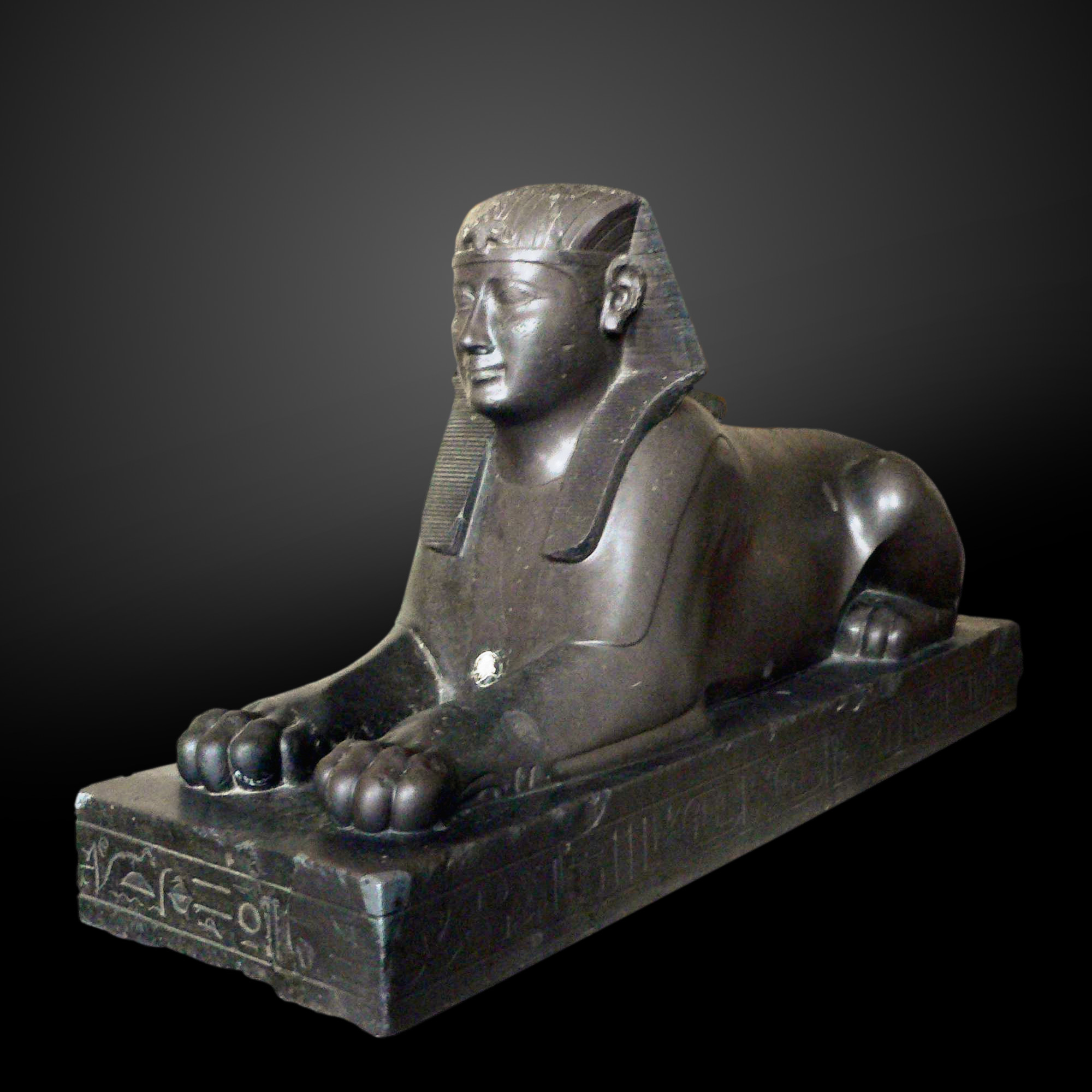
Esfinge de Acoris. Museo del Louvre.

Neferites I y sus sucesores consiguieron mantener su poder ante las tentativas de Artajerjes II por recobrar el dominio de Egipto. Los últimos años de la dinastía fueron perturbados por rebeliones, origen del final de la dinastía. Estos reyes también mantuvieron el culto al toro sagrado Apis, en Menfis, registrado en las estelas e inscripciones del Serapeum de Saqqara. 
Las dinastías XXVI, XXVII, XXVIII, XXX, y XXXI configuran el periodo tardío de Egipto.

## Faraones de la dinastía XXIX de Egipto
| Nombre común | Nombre de Nesut-Bity | Nombre de Sa-Ra | Comentarios | Reinado         |
| ------------ | -------------------- | --------------- | ----------- | --------------- |
| Neferites I  | Baenra               | Nayfaarudye     |             | 398 - 392 a. C. |
| Mutis        | Hernebja             |                 |             | 392 - 392 a. C. |
| Psamutis     | Userra               | Pasherienmut    |             | 392 - 391 a. C. |
| Acoris       | Jenemmaatra          | Hakor           |             | 391 - 379 a. C. |
| Neferites II |                      | Nayfaarudye     |             | 379 - 378 a. C. |

## Cronología de la dinastía XXIX
Cronología estimada por los egiptólogos: 
- Primer faraón: Neferites I, c. 399/8 - 393/2 a. C.

- Último faraón: Neferites II, c. 380/79 - 379/8 a. C.